# Bahnhof Belleville-Villette
Der Bahnhof Belleville-Villette ist ein ehemaliger Bahnhof an der Linie der Chemin de Fer de Petite Ceinture (deutsch kleine Ringeisenbahn). Er befand sich im 19. Arrondissement von Paris in Nr. 4, Rue de Lorraine.

## Stellung im Eisenbahnnetz
Der Bahnhof lag am Streckenkilometer 26,418 der Chemin de Fer de Petite Ceinture zwischen den ehemaligen Bahnhöfen Ménilmontant und Pont de Flandre.

## Geschichte
Der Bahnhof wurde für den Güterverkehr am 15. Juli 1856 in Betrieb genommen. 1862 wurde der Personenverkehr aufgenommen.
Bei der Gründung bekam er den Namen La Petite-Villette und wurde später in Belleville-Villette umbenannt. Unter diesem Namen wird er auch im Rechenschaftsbericht von 1858 erwähnt.
Wie der Rest der Petite Ceinture wurde auch dieser Bahnhof für den Personenverkehr am 23. Juli 1934 geschlossen.